# Serie B 1963-1964 (pallacanestro femminile)
La Serie B 1963-1964 è stato il secondo livello del trentatreesimo campionato di pallacanestro femminile organizzato dalla Federazione Italiana Pallacanestro.
I gironi all'italiana erano divisi in qualificazioni regionali e finali interregionali. La vittoria vale due punti e la sconfitta uno. Le due squadre finaliste vengono promosse alla Serie A, le retrocesse alla Promozione.

## Girone siciliano

### Partecipanti
|  |    | Serie B girone Sicilia 1963-1964 | Pt | G | V | P | PtF | PtS |
|  | -- | -------------------------------- | -- | - | - | - | --- | --- |
|  | 1. | Messina                          | 11 | 6 | 5 | 1 | 238 | 136 |
|  | 2. | Nissena                          | 11 | 6 | 5 | 1 | 239 | 155 |
|  | 3. | Trapani                          | 7  | 6 | 1 | 5 | 127 | 207 |
|  | 4. | AILS Palermo                     | 7  | 6 | 1 | 5 | 141 | 245 |

### Calendario
| Prima giornata |

| Seconda giornata |

| Terza giornata |                      |              |
|                |                      | 23 feb. 1964 |
|                | AILS Palermo-Messina | 14-43        |
|                | Nissena-Trapani      | 41-18        |

## Verdetti
- Promosse in Serie A: Cestistica Venezia, Treviso e Bologna.